# Kazimir Humar
Kazimir Humar, duhovnik, stolni vikar (častni prelat), kulturni delavec, publicist, * 28. februar 1915, Vrtojba, † 3. junij 2001, Gorica.

## Življenje in delo
Kazimir Humar se je rodil v Vrtojbi pri Gorici, oče je bil Ivan, zidar, mati Frančiška (rojena Gorkič). Obvezno šolanje je opravli v rojstni vasi, nato je obiskoval gimnazijo v goriškem malem semenišču, po maturi leta 1936 je študiral teologijo na Gregorijanski univerzi v Rimu, kjer je dosegel doktorat iz teologije leta 1942 z disertacijo Evangeljski blagri v ruski moralni teologiji. Medtem je bil v Gorici 18. junija 1940 posvečen v duhovnika.
Leta 1941 je bil Kazimir Humar imenovan za kaplana v Komnu, naslednje leto za župnijskega upravitelja v Opatjem selu, leta 1943 za stolnega vikarja v Gorici (leta 1974 ga je papež Pavel VI. odlikoval z naslovom častnega prelata).
Kazimir Humar je bil zelo dejaven med Slovenci na Goriškem. Poučeval je na goriških slovenskih srednjih šolah kot poverjeni profesor slovenščine na učiteljišču (1947–57), slovenščino, latinščino, zgodovino in zemljepis na nižji srednji šoli (1957–61) in slovenščino na državnem trgovskem strokovnem zavodu (1956–57). Leta 1946 je s somišljeniki osnoval otroško in mladinsko revijo Pastirček (ki še izhaja). Od leta 1952 je postal voditelj goriške Marijine družbe, od istega leta je bil tudi tajnik odbora za Katoliški dom, ki je nato prerasel v Kulturni center Lojze Bratuž. Leta 1964 je bil eden izmed pobudnikov ustanovitve slovenske skavtske organizacije na Goriškem in bil njen cerkveni asistent med leti 1964 -1980. Med leti 1962 in 1982 je bil predsednik in motor delovanja Zveze slovenske katoliške prosvete iz Gorice. Bil je med soustanovitelji Sveta Slovenskih organizacij (SSO) leta 1976, ki se je razvila v pomembno krovno organizacijo slovenske manjšine v Italiji.
Kazimir Humar je bil tudi izredno ploden publicist. Za šolske potrebe je pripravil razne učbenike in zbornike, tudi v ciklostiliranem tisku. Od leta 1949 je bil sodelavec in sourednik Katoliškega glasa, za katerega je pisal uvodnike, glavne članke in poročila (podpisoval se je tudi z oznako K. H., r+r, ali s psevdonimom Mohor Kacafura). Bil je med ustanovitelji mladinske revije Pastirček in njen urednik (1947–51) ter sodelavec. Bil je urednik in ustanovitelj dijaškega lista Mlada setev (1945-1950). Sodeloval je z Goriško Mohorjevo družbo in prispeval mnogo člankov za Koledar ter bil redni sodelavec pri tedniku Slovenski Primorec (1945–48). Pisal je tudi gesla za Primorski slovenski biografski leksikon. Leta 1976 je predaval na Študijskih dnevih Draga o slovenskem tisku.
Leta 1995 je prejel Černetovo nagrado za svoje delovanje v korist slovenski narodni skupnosti.
Leta 2004 so Zveza slovenske katoliške prosvete, Kulturni center Lojze Bratuž in Združenje cerkvenih pevskih zborov Gorica ustanovili priznanje Kazimir Humar, ki ga podeljujejo zaslužnim posameznikom ali ustanovam, da ne bi njegov zgled in njegovo delovanje prešla v pozabo.
Leta 2006 so Kazimirju Humarju, ob peti obletnici smrti, postavili doprsni kip v parku Kulturnega centra Lojze Bratuž.